# إيرل إس. بانكس
إيرل إس. بانكس (بالإنجليزية: Earle S. Banks)‏ هو محامي وسياسي أمريكي، ولد في 25 يونيو 1954. حزبياً، نشط في الحزب الديمقراطي. وقد انتخب عضو مجلس نواب مسيسيبي.